# Liga de Fútbol de Pergamino
La Liga de Fútbol de Pergamino es una liga regional de fútbol en la provincia de Buenos Aires, República Argentina. Tiene su sede en la calle Florida n.° 821 de la ciudad de Pergamino, y fue fundada el 23 de marzo de 1915. Su jurisdicción comprende al Partido de Pergamino.
La Liga está afiliada a la Asociación del Fútbol Argentino a través de su ente rector del fútbol indirectamente afiliado, el Consejo Federal del Fútbol Argentino. Esto permite a los campeones de la Liga competir en el Torneo Regional Federal Amateur, que representa la cuarta categoría del fútbol argentino y abre la vía para el ascenso a categorías que desembocan en la Primera División. Para la edición 2023/24 está clasificado el Club Atlético Juventud en representación deportiva de la Liga, mientras que también la representan los clubes Argentino y Provincial F.C. mediante licencia deportiva. Además, el Club Atlético Douglas Haig está participando de la edición 2023 del Torneo Federal A, y los clubes.

## Historia
Fundada el 23 de marzo de 1915 con el nombre Asociación Pergaminense de Foot-Ball y desde 1916 organiza los torneos de Primera División de la zona, en 1920 pasó a llamarse Asociación Deportiva Pergaminense y más tarde adoptó el nombre actual. 
En 1923, bajo la denominación de Liga del Norte de Football hizo su debut en una competición de fútbol argentino, en el Campeonato Argentino de la Asociación Amateurs de Football. En 1925  pasó a denominarse Liga Deportiva de Pergamino.
Entre 2005 y 2009 la Liga organizó campeonatos en unión con las ligas bonaerenses de Colón, Rojas y Salto.
En 2019 se disputó la primera edición de la Copa Pergamino, siendo el Club Atlético Juventud su primer campeón oficial.
En el año 2023 se reactivó la unión interligas, con la Liga de Pergamino participando en la organización junto a las Ligas de Junín, Chacabuco, General Arenales, Rojas y Colón.

### Clubes destacados
- Douglas Haig: Es el Club de la Liga que más participaciones registra en torneos organizados por la AFA o el CFFA. Fue el primer club de la Liga en participar de la Primera B Nacional, en la temporada 1986/87. Participó en la categoría hasta la temporada 1998/99, para luego retornar en la edición 2012/13 hasta la edición 2016/17. También participó del Torneo Argentino/Federal A entre las temporadas 1999/00 hasta la temporada 2006/07, para luego volver en la temporada 2010/11, ascender en la temporada siguiente, y retornar a la categoría en la temporada 2017/18. Desde entonces milita en esta divisional. Por último, participó de las temporadas 2007/08 hasta 2009/10 del Torneo Argentino B. También participó de casi todas las ediciones de la Copa Argentina de Fútbol entre la edición 2011/12 y la edición 2019/20, con excepción de la edición 2016/17.
- Juventud: Primer club de la Liga en participar del Torneo Regional, en 1974. En el año 2004 fue uno de los equipos invitados a la primera edición del Torneo Argentino B como divisional con plazas fijas, la edición 2004/05. Su gran campaña lo hizo acreedor de uno de los ascensos al Torneo Argentino A, obteniendo una de las plazas por reestructuración. En la tercera categoría se mantuvo entre las ediciones 2005/06 y 2009/10, tras lo cual perdió la categoría, y otra mala campaña en temporada siguiente hizo que retornara a su Liga de origen. En el año 2013 obtuvo una de las invitaciones para participar nuevamente en la cuarta categoría, en donde se mantuvo hasta la edición 2017, tras lo cual la categoría se disolvió. Ese mismo año, además, participó en la Copa de Campeones de la Federación Norte de Fútbol, convirtiéndose en el primer equipo de la liga en adjudicarse el torneo, con el agregado de haberlo hecho de manera invicta.
- Argentino (Pergamino): Participó de la edición 2016 (complementario) del Torneo Federal B.

## Clubes registrados

### Clubes activos de fútbol masculino en 2023
Los clubes en la división masculina superior de la Liga Pergaminense están divididos en dos categorías: Primera A y Primera B. Si bien todos los clubes poseen divisiones formativas, no todos los clubes participantes de esta edición poseen la totalidad de las categorías. Estos son los participantes en ambas categorías del Torneo Anual 2023:

#### Primera A
| Equipo                                      | Ciudad             | Notas |
| ------------------------------------------- | ------------------ | --- |
| Club Atlético Argentino                     | Pergamino          | |
| Club Atlético Douglas Haig                  | Pergamino          | Brevemente conocido como Bartolomé Mitre. |
| Club Atlético El Socorro                    | El Socorro         | |
| Club Atlético Juventud                      | Pergamino          | |
| Club Atlético, Social y Deportivo Argentino | Mariano H. Alfonzo | |
| Club Gimnasia y Esgrima                     | Pergamino          | Reconocido como el lobo de Pergamino, desde el 2022 en la maxima categoria de la Liga.                                                                                                  |
| Club Social y Deportivo Arroyo Dulce        | Arroyo Dulce       | Retornó a la Liga en 2023. Fue partícipe de la breve Unión Deportiva Arroyo Dulce junto al Club Círculo de Amigos Unidos. Participó de varias temporadas en la Liga de Fútbol de Salto. |
| Club Social y Deportivo Leandro N. Alem     | Pergamino          | |
| Colegio San José de los Hermanos Maristas   | Pergamino          | |
| Racing Club                                 | Pergamino          | |
| Sport Club Pergamino                        | Pergamino          | |
| Club Atlético Trafico's Old Boys            | Pergamino          | Resultado de la fusión de los clubes Newell's Old Boys y Tráfico. |

#### Primera B
| Equipo                                            | Ciudad        | Notas |
| ------------------------------------------------- | ------------- | --- |
| Club Argentino Social y Deportivo Rancagua        | Rancagua      | |
| Club Atlético Deportivo Acevedo                   | Acevedo       | |
| Club Compañía General de Buenos Aires             | Pergamino     | |
| Club Atlético José Hernández                      | Pergamino     | |
| Club Social, Deportivo y Cultural Juventud Obrera | Manuel Ocampo | |
| Club Atlético y Progresista Guerrico              | Guerrico      | Nombres previos: Centro Progresista Guerrico y Centro 20 de Septiembre. En 1943, Centro Progresista Guerrico y el Club Atlético Guerrico se fusionaron para crear el club actual. |
| Provincial Fútbol Club                            | Pergamino     | |
| Club Sirio Libanés                                | Pergamino     | |
| Club de Viajantes Pergamino                       | Pergamino     | |

### Clubes activos de fútbol femenino en 2023
Los siguientes clubes presentaron divisiones de fútbol femenino en el Torneo Anual 2023:
| Equipo                                            | Ciudad                 | Primera | Sub-16 | Notas                                                                                   |
| ------------------------------------------------- | ---------------------- | ------- | ------ | --------------------------------------------------------------------------------------- |
| Club Atlético José Hernández                      | Pergamino              | Si      | Si     |                                                                                         |
| Club Atlético Juventud                            | Pergamino              | Si      | Si     |                                                                                         |
| Club Atlético San José                            | Pergamino              | Si      | Si     |                                                                                         |
| Club Atlético Trafico's Old Boys                  | Pergamino              | Si      | No     |                                                                                         |
| Club Compañía General de Buenos Aires             | Pergamino              | Si      | No     |                                                                                         |
| Club de Viajantes Pergamino                       | Pergamino              | No      | Si     |                                                                                         |
| Club Gimnasia y Esgrima                           | Pergamino              | No      | Si     |                                                                                         |
| Club Social, Deportivo y Cultural Juventud Obrera | Manuel Ocampo          | Si      | No     |                                                                                         |
| Comisión de Fomento Barrio Centenario             | Pergamino              | No      | Si     | Empezó en 2004 con categorías infantiles y en 2016 se afilió a la Primera B de la Liga. |
| Fútbol Club Recreativo Juan Anchorena             | Juan Anchorena/Urquiza | Si      | No     |                                                                                         |
| R. Otero Fútbol Club                              | Pergamino              | No      | Si     |                                                                                         |
| Provincial Fútbol Club                            | Pergamino              | Si      | No     |                                                                                         |
| Sport Club Pergamino                              | Pergamino              | Si      | No     |                                                                                         |

### Clubes inactivos
Los siguientes clubes han jugado en la Liga Deportiva del Oeste, pero han sido desafiliados, han desaparecido o están jugando en otras ligas de la región.
| Equipo                            | Ciudad        | Estado       | Notas |
| --------------------------------- | ------------- | ------------ | --- |
| Círculo de Amigos Unidos          | Arroyo Dulce  | Desafiliado  | Formó parte de la Unión Deportiva Arroyo Dulce junto al Club Social y Deportivo. Participó de varias temporadas en la Liga de Fútbol de Salto. |
| Unión Deportiva Arroyo Dulce      | Arroyo Dulce  | Desafiliado  | Supo ser la fusión entre los clubes Círculo de Amigos Unidos y el actual Club Social y Deportivo.                                              |
| Pinzón Foot-Ball Club             | Pinzón        | Desafiliado  | En 2022 se desafilió de la Liga. |
| Club Atlético River Plate         | Pergamino     | Desafiliado  | En 2022 se desafilió de la Liga. |
| ABC                               | Pergamino     | Desafiliado  | |
| Club Atlético Banco Provincia     | Pergamino     | Desafiliado  | |
| Banda Infantil                    | Pergamino     | Desafiliado  | |
| Belgrano                          | Pergamino     | Desafiliado  | |
| Central                           | Pergamino     | Desafiliado  | |
| Filial Dale Boca                  | Pergamino     | Desafiliado  | |
| Maliandi                          | Pergamino     | Desafiliado  | |
| Porteño                           | Pergamino     | Desafiliado  | |
| Rivadavia                         | Pergamino     | Desafiliado  | |
| Gelly Foot-Ball Club              | General Gelly | Inactivo     | En 2022 pasó a ser un club afiliado, pero inactivo.                                                                                            |
| Benito Juan Lucini                | Pergamino     | Desaparecido | |
| Club Atlético Centenario          | Pergamino     | Desaparecido | |
| Centro Progresista Guerrico       | Guerrico      | Desaparecido | |
| Centro Empleados de Comercio (I)  | Pergamino     | Desaparecido | Club fundador de la Liga. |
| Centro Empleados de Comercio (II) | Pergamino     | Desaparecido | |
| Club Atlético Guerrico            | Guerrico      | Desaparecido | |
| Lavalle                           | Pergamino     | Desaparecido | Club fundador de la Liga. |

## Historial de campeones
Los siguientes son los campeones de todos los torneos disputados en la Liga. Los Interligas son contabilizados aparte:

### Torneos oficiales por club
El listado por club es el siguiente:

| Año  | Campeonato     | Ganador              | Ciudad             |
| ---- | -------------- | -------------------- | ------------------ |
| 1916 | Anual          | Provincial           | Pergamino          |
| 1917 | Anual          | Porteño              | Pergamino          |
| 1918 | Anual          | Porteño              | Pergamino          |
| 1919 | Anual          | Argentino            | Pergamino          |
| 1920 | Anual          | Douglas Haig         | Pergamino          |
| 1921 | Anual          | Compañía General     | Pergamino          |
| 1922 | Anual          | Douglas Haig         | Pergamino          |
| 1923 | Anual          | Douglas Haig         | Pergamino          |
| 1924 | Anual          | Douglas Haig         | Pergamino          |
| 1925 | Anual          | Argentino            | Pergamino          |
| 1926 | Anual          | Argentino            | Pergamino          |
| 1927 | Anual          | Douglas Haig         | Pergamino          |
| 1928 | Anual          | Douglas Haig         | Pergamino          |
| 1929 | Anual          | Argentino            | Pergamino          |
| 1930 | Anual          | Argentino            | Pergamino          |
| 1931 | Anual          | Argentino            | Pergamino          |
| 1932 | Anual          | Provincial           | Pergamino          |
| 1933 | Anual          | Douglas Haig         | Pergamino          |
| 1934 | Anual          | Douglas Haig         | Pergamino          |
| 1935 | Anual          | Douglas Haig         | Pergamino          |
| 1936 | Anual          | Douglas Haig         | Pergamino          |
| 1937 | Anual          | Argentino            | Pergamino          |
| 1938 | Anual          | Progresista Guerrico | Guerrico           |
| 1939 | Anual          | Argentino            | Pergamino          |
| 1940 | Anual          | Argentino            | Pergamino          |
| 1941 | Anual          | Atlético El Socorro  | El Socorro         |
| 1942 | Anual          | Sport Club           | Pergamino          |
| 1943 | Anual          | Trafico's Old Boys   | Pergamino          |
| 1944 | Anual          | Atlético El Socorro  | El Socorro         |
| 1945 | Anual          | Sport Club           | Pergamino          |
| 1946 | Anual          | Progresista Guerrico | Guerrico           |
| 1947 | Anual          | Progresista Guerrico | Guerrico           |
| 1948 | Anual          | Progresista Guerrico | Guerrico           |
| 1949 | Anual          | Progresista Guerrico | Guerrico           |
| 1950 | Anual          | Douglas Haig         | Pergamino          |
| 1951 | Anual          | Argentino            | Pergamino          |
| 1952 | Anual          | Sport Club           | Pergamino          |
| 1953 | Anual          | Trafico's Old Boys   | Pergamino          |
| 1954 | Anual          | Trafico's Old Boys   | Pergamino          |
| 1955 | Anual          | Atlético El Socorro  | El Socorro         |
| 1956 | Anual          | Atlético El Socorro  | El Socorro         |
| 1957 | Anual          | Trafico's Old Boys   | Pergamino          |
| 1958 | Anual          | Trafico's Old Boys   | Pergamino          |
| 1959 | Anual          | Trafico's Old Boys   | Pergamino          |
| 1960 | Anual          | Trafico's Old Boys   | Pergamino          |
| 1961 | Anual          | Trafico's Old Boys   | Pergamino          |
| 1962 | Anual          | Douglas Haig         | Pergamino          |
| 1963 | Anual          | Racing Club          | Pergamino          |
| 1964 | Anual          | Douglas Haig         | Pergamino          |
| 1965 | Anual          | Provincial           | Pergamino          |
| 1966 | Anual          | Douglas Haig         | Pergamino          |
| 1967 | Anual          | Provincial           | Pergamino          |
| 1968 | Anual          | Provincial           | Pergamino          |
| 1969 | Anual          | Sport Club           | Pergamino          |
| 1970 | Anual          | Sport Club           | Pergamino          |
| 1971 | Anual          | Sport Club           | Pergamino          |
| 1972 | Anual          | Sport Club           | Pergamino          |
| 1973 | Anual          | Juventud             | Pergamino          |
| 1974 | Anual          | Juventud             | Pergamino          |
| 1975 | Anual          | Juventud             | Pergamino          |
| 1976 | Anual          | Argentino            | Pergamino          |
| 1977 | Anual          | Juventud             | Pergamino          |
| 1978 | Anual          | Benito Juan Lucini   | Pergamino          |
| 1979 | Anual          | Douglas Haig         | Pergamino          |
| 1980 | Anual          | Douglas Haig         | Pergamino          |
| 1981 | Anual          | Douglas Haig         | Pergamino          |
| 1982 | Anual          | Douglas Haig         | Pergamino          |
| 1983 | Anual          | Douglas Haig         | Pergamino          |
| 1984 | Anual          | Douglas Haig         | Pergamino          |
| 1985 | Anual          | Douglas Haig         | Pergamino          |
| 1986 | Anual          | Trafico's Old Boys   | Pergamino          |
| 1987 | Anual          | Provincial           | Pergamino          |
| 1988 | Anual          | Provincial           | Pergamino          |
| 1989 | Anual          | Juventud Obrera      | Manuel Ocampo      |
| 1990 | Anual          | Provincial           | Pergamino          |
| 1991 | Anual          | Trafico's Old Boys   | Pergamino          |
| 1992 | Anual          | Trafico's Old Boys   | Pergamino          |
| 1993 | Anual          | Trafico's Old Boys   | Pergamino          |
| 1994 | Anual          | Sport Club           | Pergamino          |
| 1995 | Anual          | Sport Club           | Pergamino          |
| 1996 | Anual          | Argentino            | Mariano H. Alfonzo |
| 1997 | Anual          | Racing Club          | Pergamino          |
| 1998 | Anual          | Provincial           | Pergamino          |
| 1999 | Anual          | Progresista Guerrico | Guerrico           |
| 2000 | Anual          | Douglas Haig         | Pergamino          |
| 2001 | Anual          | Douglas Haig         | Pergamino          |
| 2002 | Anual          | Douglas Haig         | Pergamino          |
| 2003 | Apertura       | Juventud             | Pergamino          |
| 2003 | Clausura       | Juventud             | Pergamino          |
| 2004 | Apertura       | Douglas Haig         | Pergamino          |
| 2004 | Clausura       | Juventud             | Pergamino          |
| 2005 | Anual          | Sport Club           | Pergamino          |
| 2006 | Anual          | Argentino            | Mariano H. Alfonzo |
| 2007 | Anual          | Sport Club           | Pergamino          |
| 2008 | Anual          | Leandro N. Alem      | Pergamino          |
| 2009 | Anual          | Racing Club          | Pergamino          |
| 2010 | Anual          | Douglas Haig         | Pergamino          |
| 2011 | Anual          | Argentino            | Pergamino          |
| 2012 | Anual          | Leandro N. Alem      | Pergamino          |
| 2013 | Anual          | Leandro N. Alem      | Pergamino          |
| 2014 | Apertura       | Argentino            | Mariano H. Alfonzo |
| 2014 | Clausura       | Pinzón F.B.C.        | Pinzón             |
| 2015 | Anual          | Argentino            | Mariano H. Alfonzo |
| 2016 | Anual          | Juventud             | Pergamino          |
| 2017 | Anual          | Juventud             | Pergamino          |
| 2018 | Anual          | Juventud             | Pergamino          |
| 2019 | Anual          | Juventud             | Pergamino          |
| 2020 | No se disputó. | No se disputó.       | No se disputó.     |
| 2021 | Apertura       | Argentino            | Rancagua           |
| 2021 | Clausura       | Argentino            | Pergamino          |
| 2022 | Anual          | Juventud             | Pergamino          |
| 2023 | Anual          | Juventud             | Juventud           |

| Equipo                               | Ciudad                               | Total | Campeonatos |
| ------------------------------------ | ------------------------------------ | ----- | --- |
| Douglas Haig                         | Pergamino                            | 26    | 1920, 1922, 1923, 1924, 1927, 1928, 1933, 1934, 1935, 1936, 1950, 1962, 1964, 1966, 1979, 1980, 1981, 1982, 1983, 1984, 1985, 2000, 2001, 2002, 2004 (Apertura), 2010 |
| Argentino                            | Pergamino                            | 13    | 1919, 1925, 1926, 1929, 1930, 1931, 1937, 1939, 1940, 1951, 1976, 2011, 2021 (Clausura)                                                                               |
| Juventud                             | Pergamino                            | 13    | 1973, 1974, 1975, 1977, 2003 (Apertura), 2003 (Clausura), 2004 (Clausura), 2016, 2017, 2018, 2019, 2022,2023                                                          |
| Trafico's Old Boys                   | Pergamino                            | 12    | 1943, 1953, 1954, 1957, 1958, 1959, 1960, 1961, 1986, 1991, 1992, 1993                                                                                                |
| Sport Club                           | Pergamino                            | 11    | 1942, 1945, 1952, 1969, 1970, 1971, 1972, 1994, 1995, 2005, 2007 |
| Provincial                           | Pergamino                            | 9     | 1916, 1932, 1965, 1967, 1968, 1987, 1988, 1990, 1998 |
| Progresista Guerrico                 | Guerrico                             | 6     | 1938, 1946, 1947, 1948, 1949, 1999 |
| Argentino                            | Mariano H. Alfonzo                   | 4     | 1996, 2006, 2014 (Apertura), 2015 |
| Atlético El Socorro                  | El Socorro                           | 4     | 1941, 1944, 1955, 1956 |
| Racing Club                          | Pergamino                            | 4     | 1963, 1997, 2009, 2024 |
| Leandro N. Alem                      | Pergamino                            | 3     | 2008, 2012, 2013 |
| Porteño                              | Pergamino                            | 2     | 1917, 1918 |
| Argentino                            | Rancagua                             | 1     | 2021 (Apertura) |
| Benito Juan Lucini                   | Pergamino                            | 1     | 1978 |
| Compañía General                     | Pergamino                            | 1     | 1921 |
| Juventud Obrera                      | Manuel Ocampo                        | 1     | 1989 |
| Pinzón F.B.C.                        | Pinzón                               | 1     | 2014 (Clausura) |
| Campeonatos desiertos/sin resolución | Campeonatos desiertos/sin resolución | 1     | 2020 |

### Futsal
2023  Football Club Recreativo Juan Anchorena || Juan Anchorena/Urquiza

### Torneos interligas por año
| Edición                         | Ligas organizadoras | Campeón           | Ciudad    |
| ------------------------------- | --- | ----------------- | --------- |
| 2005 Torneo de las Cuatro Ligas | Liga Deportiva de Fútbol de Rojas, Liga de Fútbol de Salto, Liga Deportiva de Colón, Liga de Fútbol de Pergamino                                                                   | Sports            | Salto     |
| 2006 Torneo de las Cuatro Ligas | Liga Deportiva de Fútbol de Rojas, Liga de Fútbol de Salto, Liga Deportiva de Colón, Liga de Fútbol de Pergamino                                                                   | Defensores        | Salto     |
| 2007 Torneo de las Cuatro Ligas | Liga Deportiva de Fútbol de Rojas, Liga de Fútbol de Salto, Liga Deportiva de Colón, Liga de Fútbol de Pergamino                                                                   | Sports            | Pergamino |
| 2008 Torneo de las Cuatro Ligas | Liga Deportiva de Fútbol de Rojas, Liga de Fútbol de Salto, Liga Deportiva de Colón, Liga de Fútbol de Pergamino                                                                   | Sportivo Barracas | Colón     |
| 2009 Torneo de las Cuatro Ligas | Liga Deportiva de Fútbol de Rojas, Liga de Fútbol de Salto, Liga Deportiva de Colón, Liga de Fútbol de Pergamino                                                                   | El Huracán        | Rojas     |
| 2023 Torneo de las Seis Ligas   | Liga Deportiva del Oeste, Liga Deportiva de Chacabuco, Liga Deportiva de General Arenales, Liga Deportiva de Colón, Liga Deportiva de Fútbol de Rojas, Liga de Fútbol de Pergamino | Argentino         | Rojas     |

### Torneos interligas por club
| Equipo            | Ciudad    | Total | Campeonatos         |
| ----------------- | --------- | ----- | ------------------- |
| Argentino         | Rojas     | 1     | 2023 (Seis Ligas)   |
| Defensores        | Salto     | 1     | 2006 (Cuatro Ligas) |
| El Huracán        | Rojas     | 1     | 2009 (Cuatro Ligas) |
| Sportivo Barracas | Colón     | 1     | 2008 (Cuatro Ligas) |
| Sport Club        | Pergamino | 1     | 2005 (Cuatro Ligas) |
| Sports            | Salto     | 1     | 2007 (Cuatro Ligas) |